# A Infidelidade ao Alcance de Todos
A Infidelidade ao Alcance de Todos é um filme brasileiro de 1972, do gênero comédia, escrito por Lauro César Muniz e dirigido por Aníbal Massaini Neto e Olivier Perroy. 

## Enredo
O filme é dividido em duas partes: A Tuba e A Transa. Na primeira, o candidato ao cargo de prefeito de uma pequena cidade visita a mulher mais cobiçada da região, apenas para exibir sua masculinidade perante a oposição política; na segunda parte, três casais se juntam para se divertir na festa de reveillon, mas as coisas não saem como planejado.

## Elenco
- Marilu Martinelli, como Antonieta
- Raul Cortez, como Carlão
- Líbero Ripoli, como Durvalino
- Jairo Arco e Flexa, como o Padre
- Liana Duval, como a Comadre
- Lino Sergio, como Sacristão
- Carlos Castilho, como Maestro
- Lenoir Bittencourt, como Dentista
- Cyll Farney, como Ricardo
- Marlene França, como Dayse
- David Neto, como Rodolfo
- Marisa Woodward, como Branca
- David Cardoso, como Caíto
- Wanda Stefânia, como Joyce
- Marlene Rodrigues, como amiga de Joyce
- Marina Freire, como convidada
- Clodovil Hernandes, como ele mesmo